# Пищевич Семен Григорович
Піщевич Семен Григорович (також Піщевич; 2 січня 1863, Олександрія — 14 грудня 1945, Париж) — голова Олександрійського повітового земства, депутат 4 Державної думи Російської імперії, повітовий комісар Тимчасового уряду в Олександрійському повіті, Херсонський губернський староста Української Держави, голова Херсонської губернської земської управи.

## Життєпис

Семен Пищевич

Походив Семен Пищевич із відомої родини сербських переселенців, що потрапили на Олександрійщину під час створення Нової Сербії.
Після закінчення 2-ї Московської військової гімназії навчався в Миколаївському кавалерійському училищі, яке закінчив у 1884 році. Служив у 21-му драгунському Білоруському полку. У 1892 році вийшов у запас в чині ротмістра і повністю присвятив себе громадській діяльності.
З 1892 по 1903 рік Семен Пищевич — земський начальник 7-ї дільниці Олександрійського повіту.
Він був підприємцем (власник декількох шахт біля Олександрії) та землевласником (629 десятин).
З 1903 року, після смерті Миколи Зерваницького Семен Пищевич був обраний на посаду голови Олександрійської земської управи, яку обіймав до 1917 року.

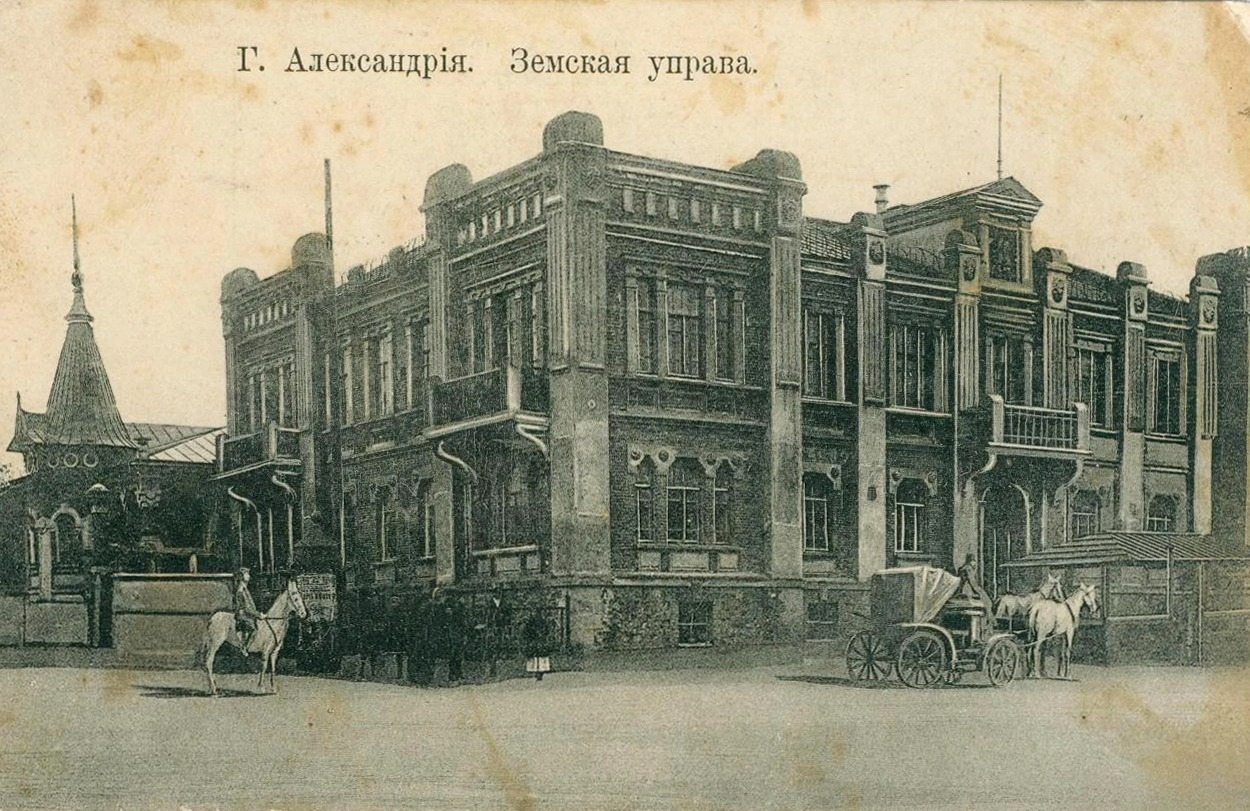
Олександрійська земська управа. Початок ХХ ст.

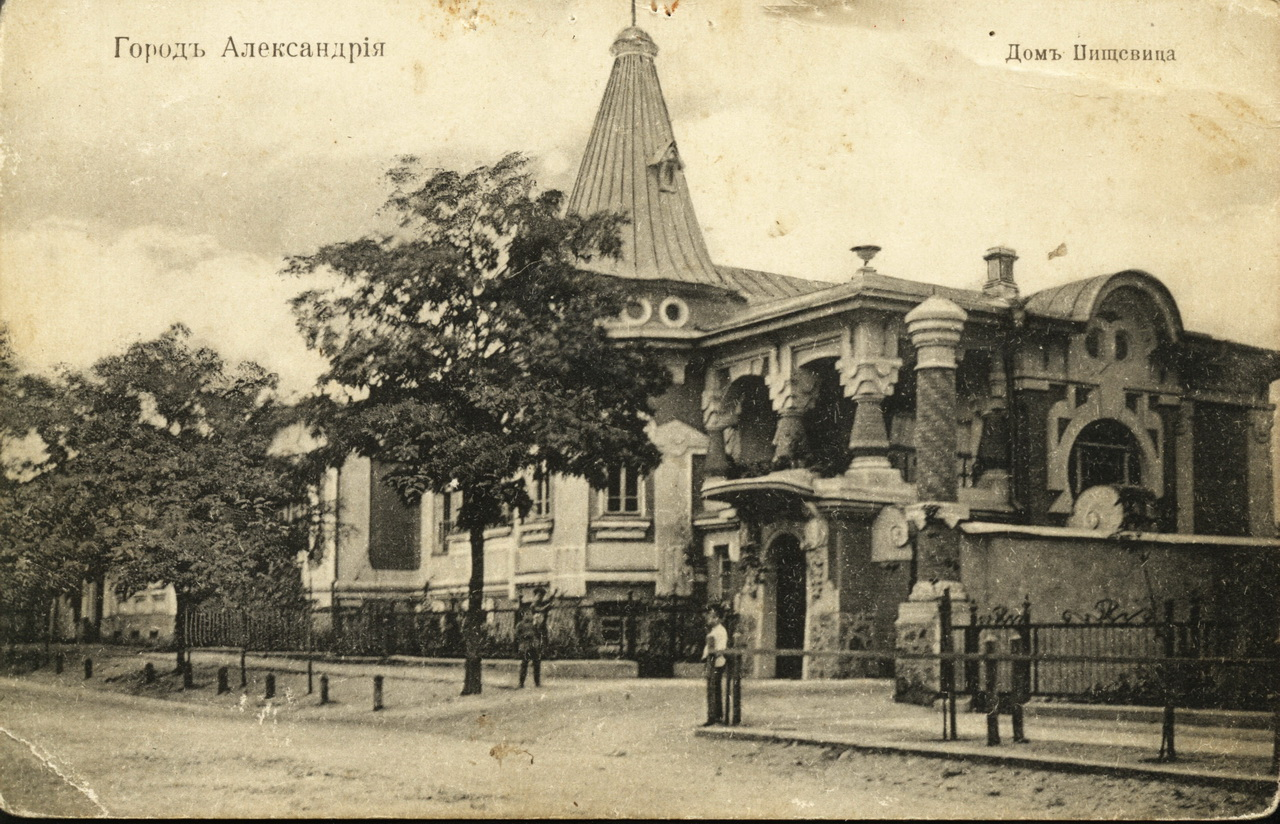
Будинок Семена Пищевича в Олександрії.

За період його перебування на посаді голови Олександрійського земства в 1908—1909 роках було збудоване нове приміщення земської управи (знаходиться на перетині сучасних вулиць Шевченко та Першотравневої). У цей же період поруч із земською управою був збудований і власний будинок Семена Пищевича у стилі модерну (зберігся, відомий як «Будинок Пищевича»). Обидві споруди визнані пам'ятками архітектури державного значення.
У 1912 році Семен Пищевич обирався депутатом 4-ї Державної Думи від Херсонської губернії, членом бюджетної комісії (її секретар), а також комісії з місцевого самоврядування. 14 серпня 1913 року заявив про складання своїх депутатських повноважень.
Після Лютневої революції, 8 березня 1917 року Семен Пищевич був призначений повітовим комісаром Тимчасового уряду Росії в Олександрійському повіті.
З 26 вересня 1917 року — гласний Олександрійського повітового земства.
У травні 1918 р. після гетьманського перевороту Семен Пищевич призначений на посаду Херсонського губернського старости. На цій посаді не виказував підтримки і навіть протидіяв діяльності херсонських українських національних організацій. Почасти через те, що багато місцевих активістів симтатизували УНР й агітували проти гетьманського режиму. Вцілому негативні спогади про старостування Пищевича в Херсоні й про його особисті погляди залишив тодішній голова херсонської «Просвіти» Іван Челюк, який перебував з Пищевичем у перманентному конфлікті.
З вересня 1919 року — голова Херсонської губернської земської управи.
Після 1919 року Семен Пищевич разом з дружиною емігрував до Франції, жив у Парижі, де й помер 14 грудня 1945 р. Похований на кладовищі Сент-Женев'єв-де-Буа.

## Родина
Предки: Пишчевич Симеон Степанович, Пишчевич Олександр Семенович.
Дружина — Леоніда Георгіївна Ерделі (1868—1941), донька Леоніди Никанорівни (Тулубйової) та Георгія Яковича Ерделі (1808—1880; штабскапітан, статський радник, губернський предводитель дворянства Херсонської губернії у 1871—1876 рр.).
Син — Георгій, народився 12 жовтня 1887 року. Закінчив Петровський Полтавський кадетський корпус у 1905 р, Єлисаветградське кавалерійського училище. З 1909 р. служив у 12-тому Білгородському уланському полку. Отримав чин поручника у 1910 році. Дружина православна, родом з Полтавської губернії. Брав участь у Першій світовій війні, нагороджений орденом Святої Анни 3 ст. з мечами і бантом у 1915 р. та орденом Святого Станіслава II-го ступеня у 1916 р. (як штабскапітан 6-ї автомобільної роти). Вбитий більшовиками в Олександрії 23 грудня 1918, похований 25 грудня.

## Пам'ять
У будинку Семена Пищевича в Олександрії нині діє однойменний готельно-розважальний комплекс, який окрім готелю включає кав'ярню, лаунж зону, сауну, більярд. Загалом будинок Пищевича є однією з найвідоміших і найвпізнаваніших пам'яток міста.
19 лютого 2016, в рамках декомунізації в Україні в Олександрії один з провулків в історичній частині міста отримав назву «Родини Пищевичів».

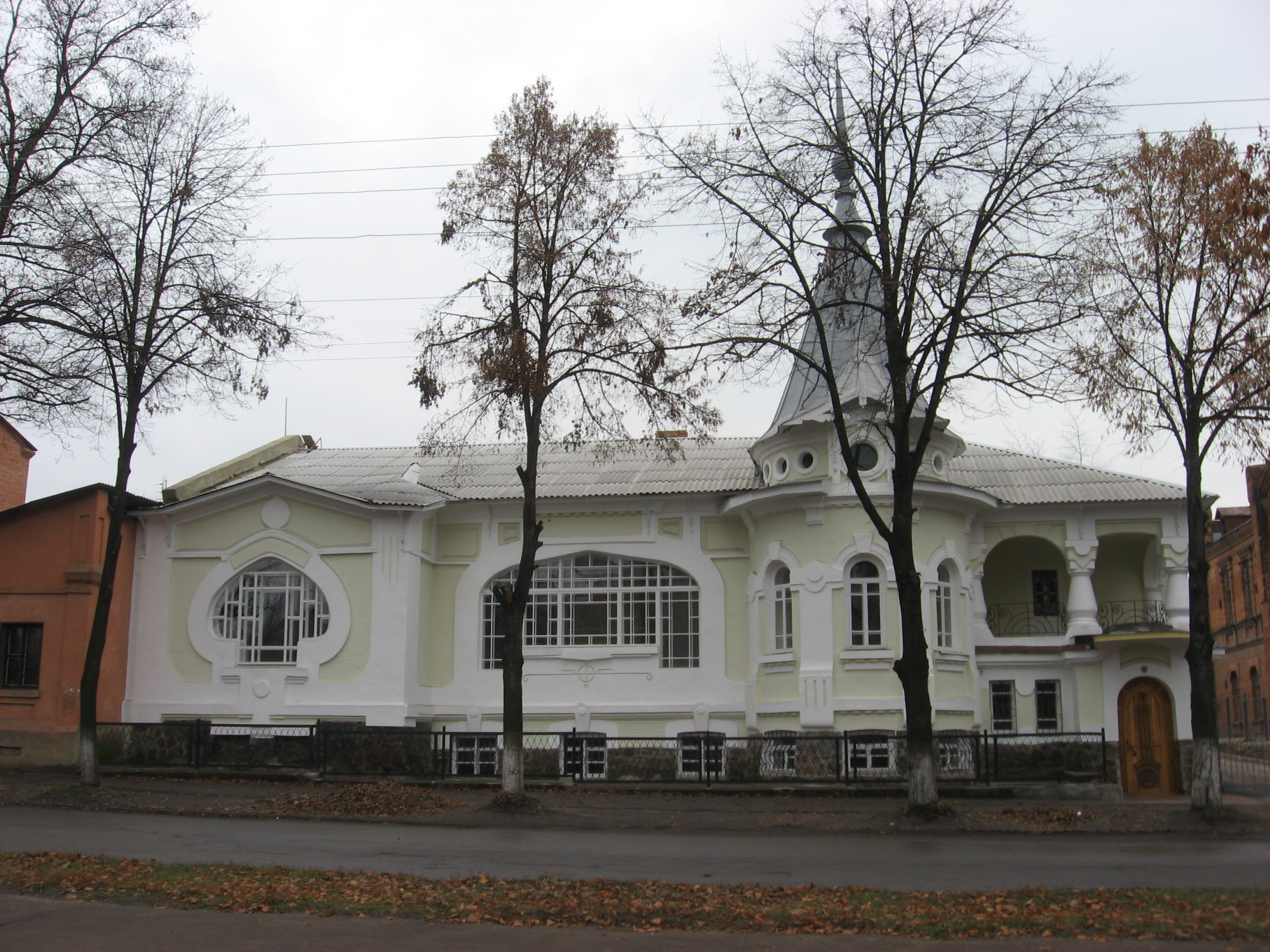
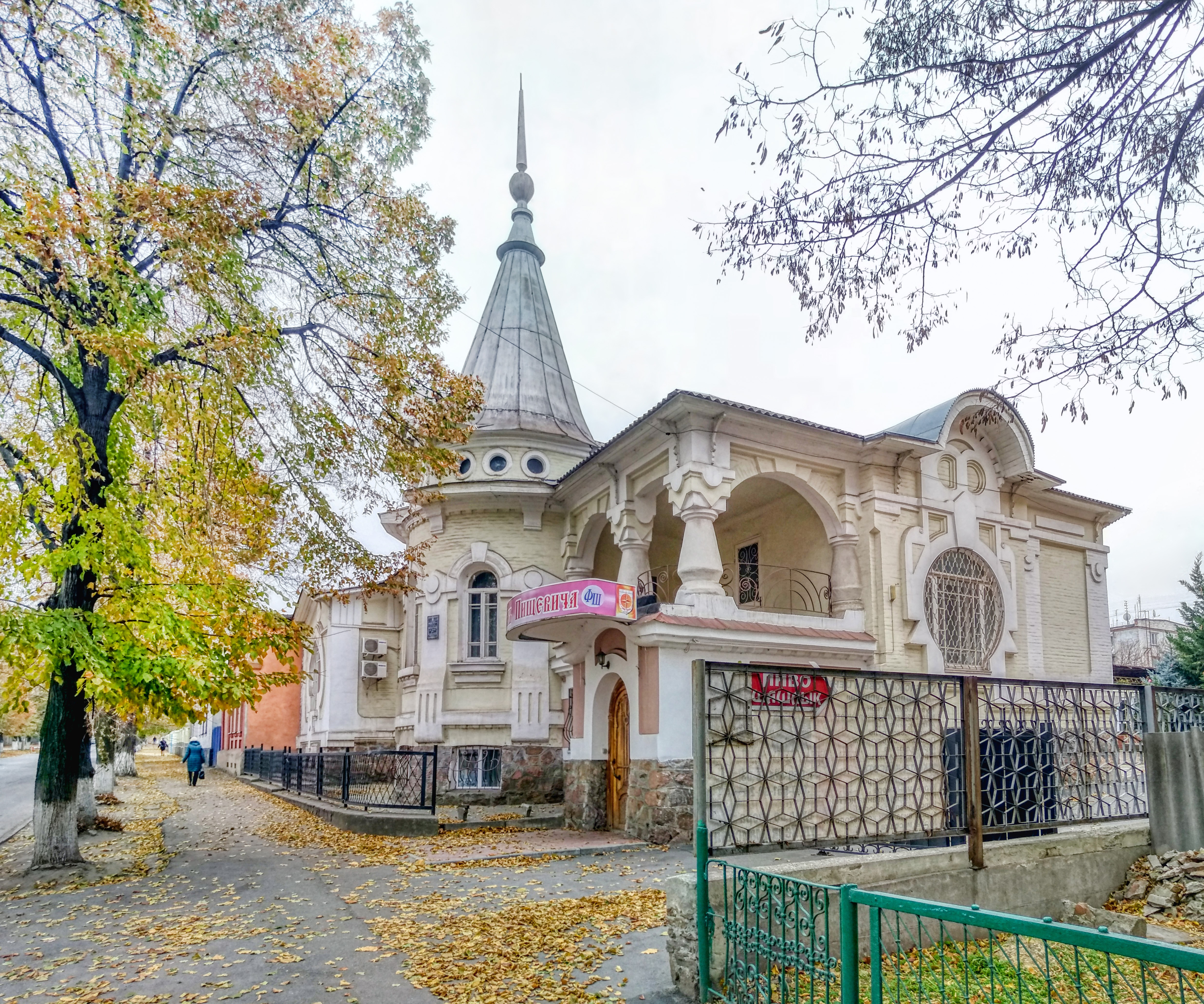
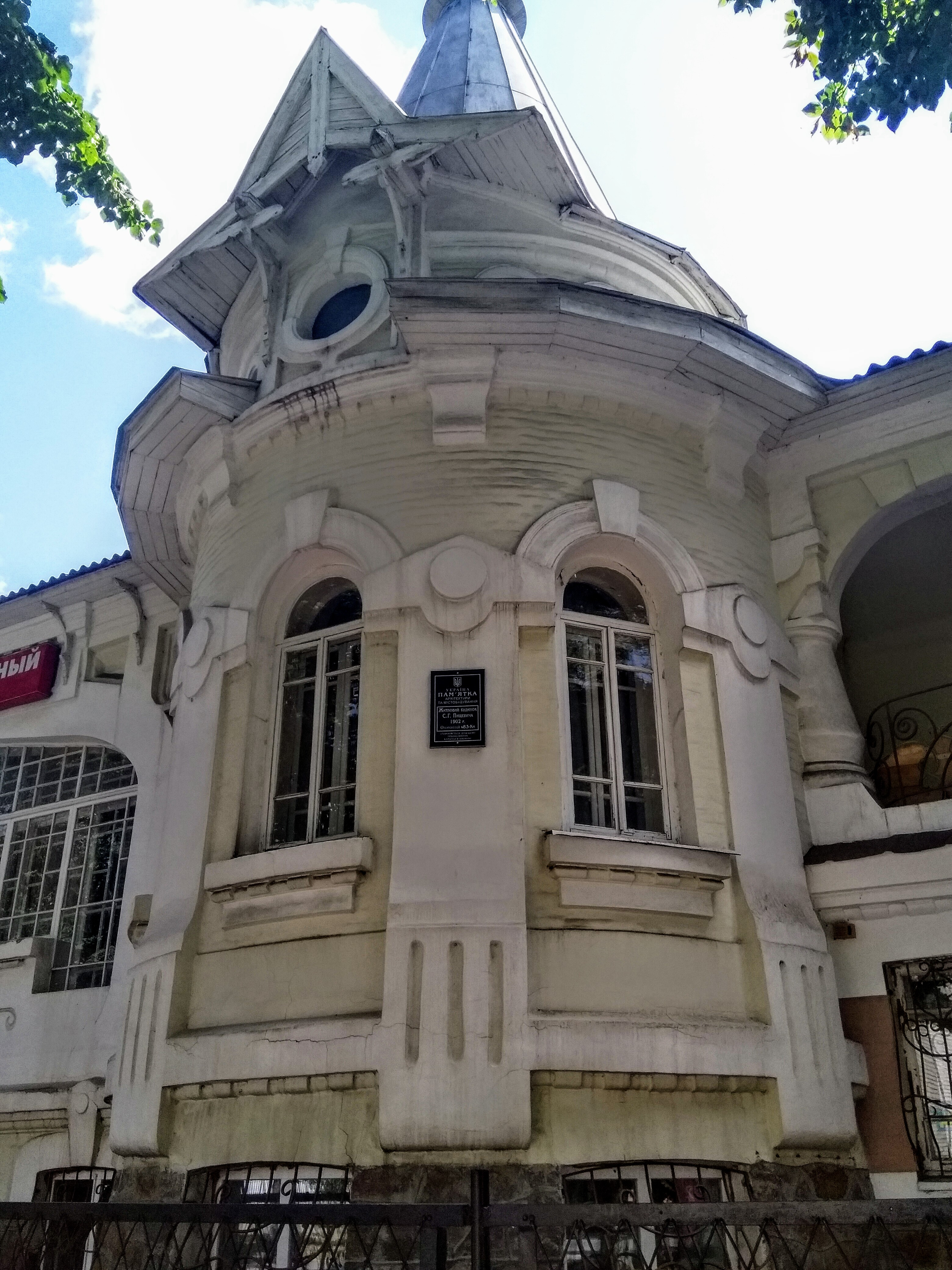
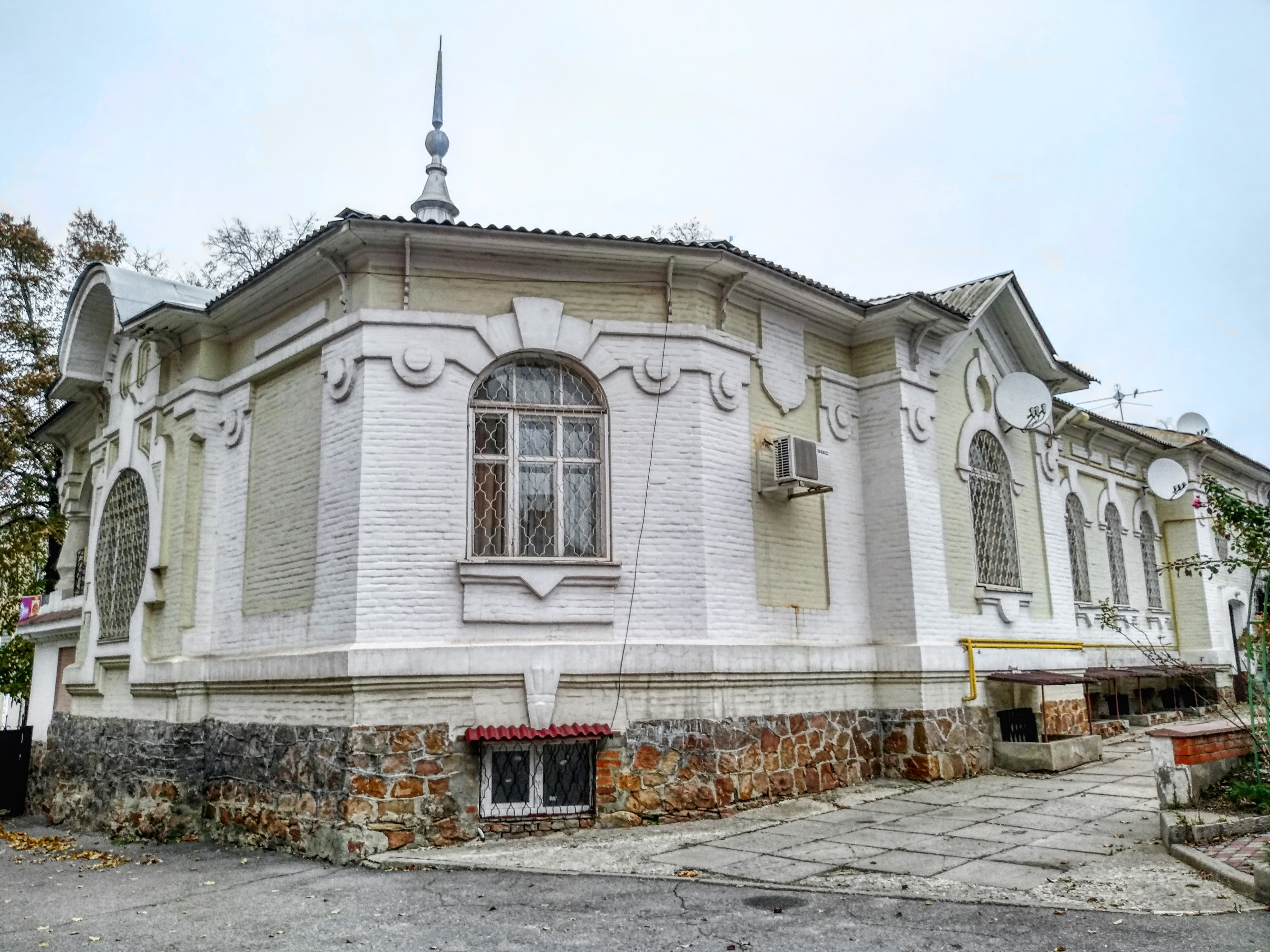
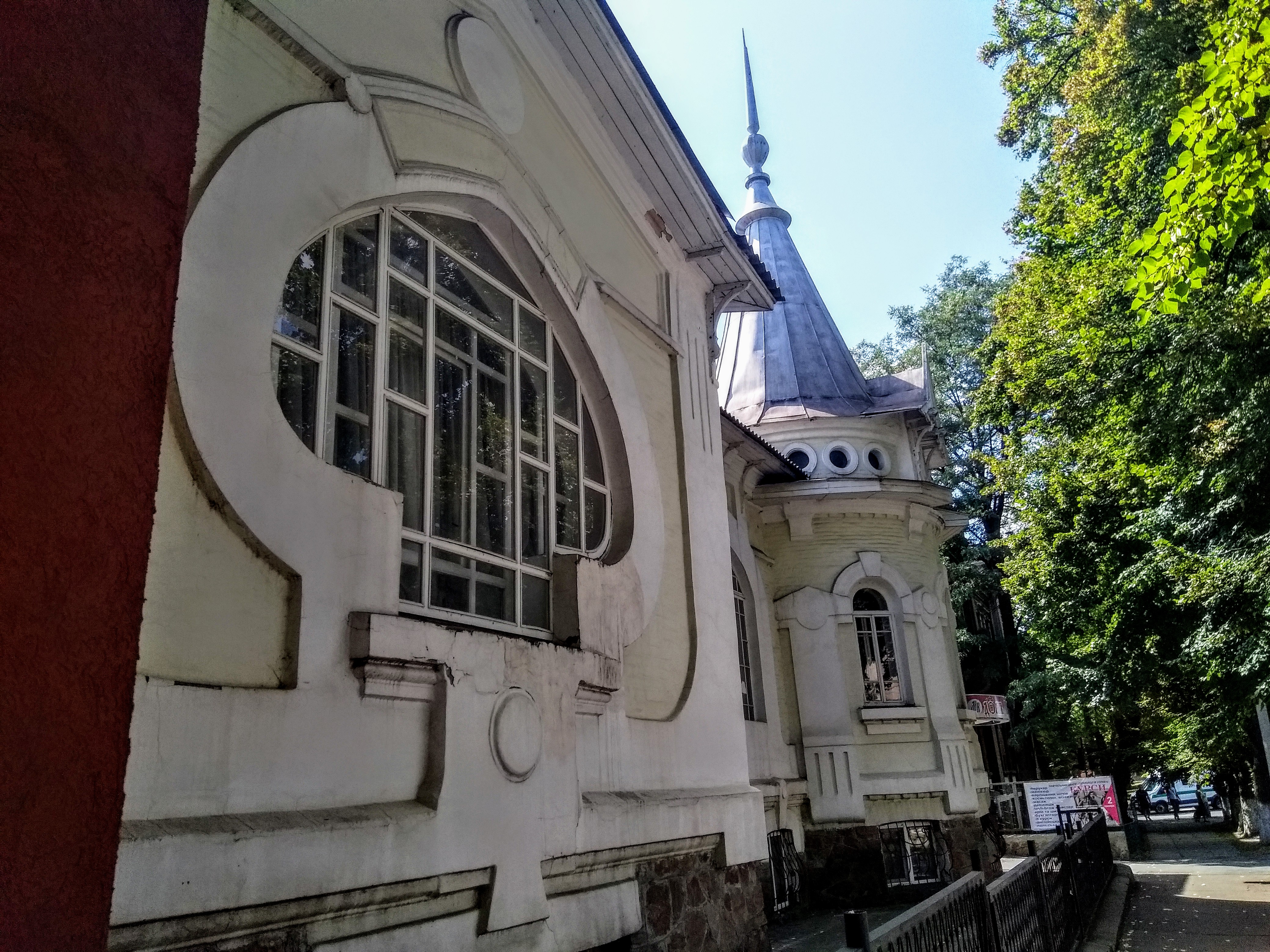
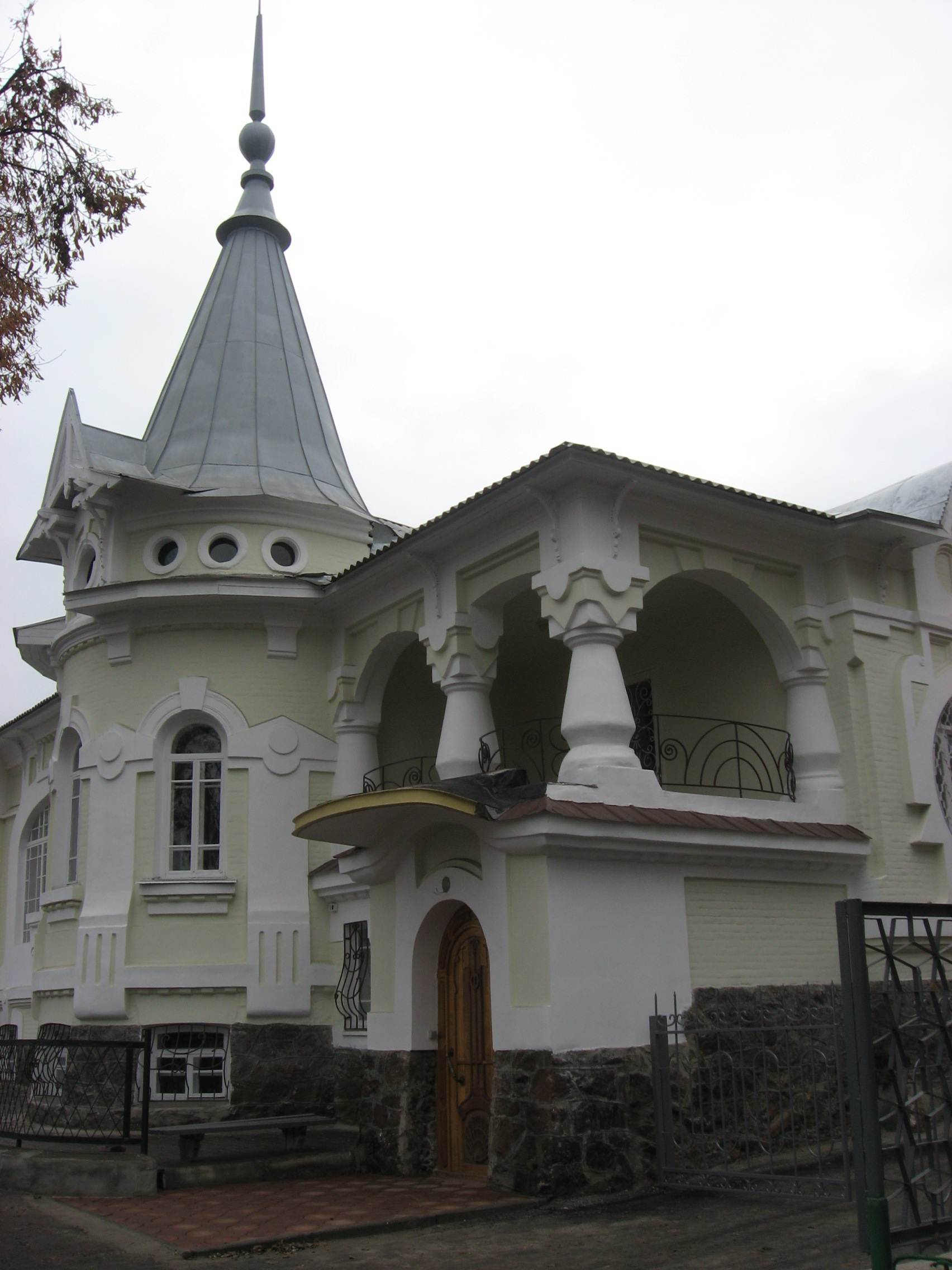